# 문옥주
문옥주(文玉珠, 1924년 ~ 1996년 10월 26일)는 일본군 성노예 피해자이자 대한민국의 인권운동가이다.

## 생애
1924년 경상북도 대구에서 출생하였다. 1936년 16살?에 일본 헌병대로 끌려가 만주와 동남아시아 미얀마에서 일본군 위안부 생활을 강요 당하였다. 1991년에는 일본에서 손해배상 청구소송을 제기하고 저축한 돈의 반환을 요구하였다. 1996년 10월 26일 새벽 대구동산병원에서 생을 마감하였다.